# Forêt d'Auberive
La forêt d’Auberive est une forêt domaniale située en Haute-Marne en France, près de Langres.

## Géographie
Établie sur les plateaux calcaires durs et sur les marnes du Sud du département entre 325 et 500 mètres d'altitude, la forêt d’Auberive couvre 5 580 hectares répartis sur trois massifs : Montgérand, Montaubert et Montavoir.

## Histoire

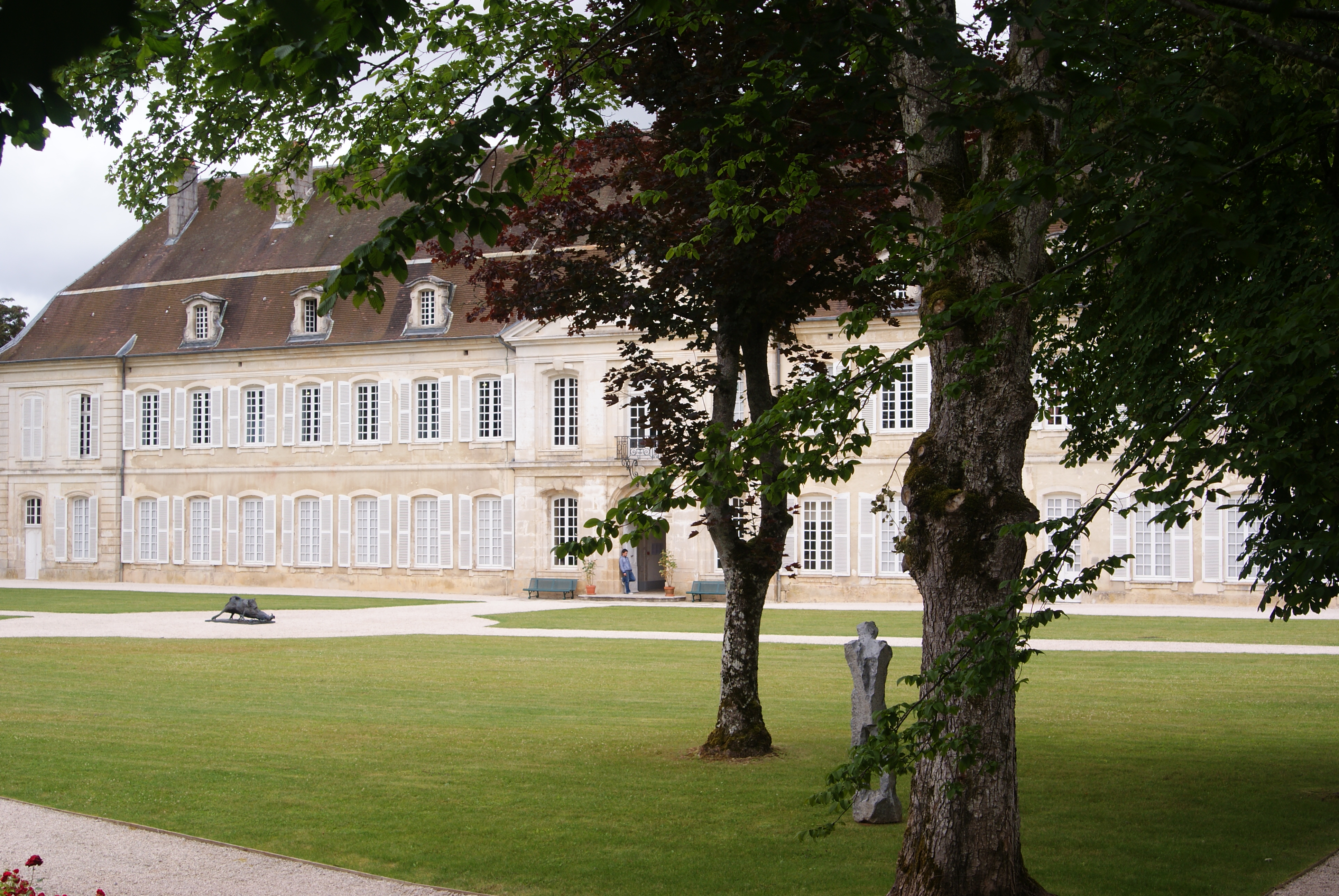
L'abbaye d'Auberive.

L'histoire de la forêt d’Auberive est liée à celle du monachisme qui a fortement marqué la région au début du second millénaire. La forêt domaniale est constituée en 1789 de biens ecclésiastiques saisis : le domaine de l'abbaye d'Auberive, les forêts du chapitre de la cathédrale de Langres et le canton du petit Formont qui appartenait au diocèse de Langres. Classée au titre des monuments historiques depuis 1956 l'abbaye est ouverte au public et abrite dans son parc de six hectares et demi 45 variétés anciennes de pommiers, de poiriers et de pruniers réparties en trois vergers.

## Flore
Celle-ci est très variée :
- hêtraie-chênaie-charmaie calcicole sur plateau ou sur faible pente ;
- hêtraie calcicole xérophile (sur pente oolithique) ;
- érablaie-chênaie-frênaie de fond de vallon ;
- hêtraie froide calcicole (sur pente exposée nord) ;
- érablaie-tilliaie sur éboulis et lapiaz.

Vingt-six espèces de plantes sont protégées

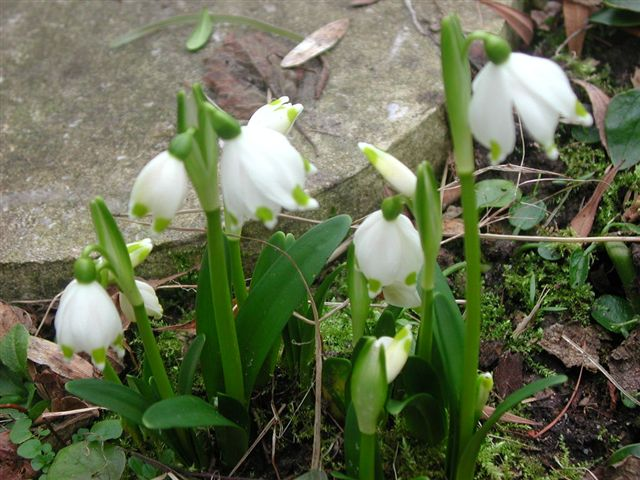
Nivéole printanière.
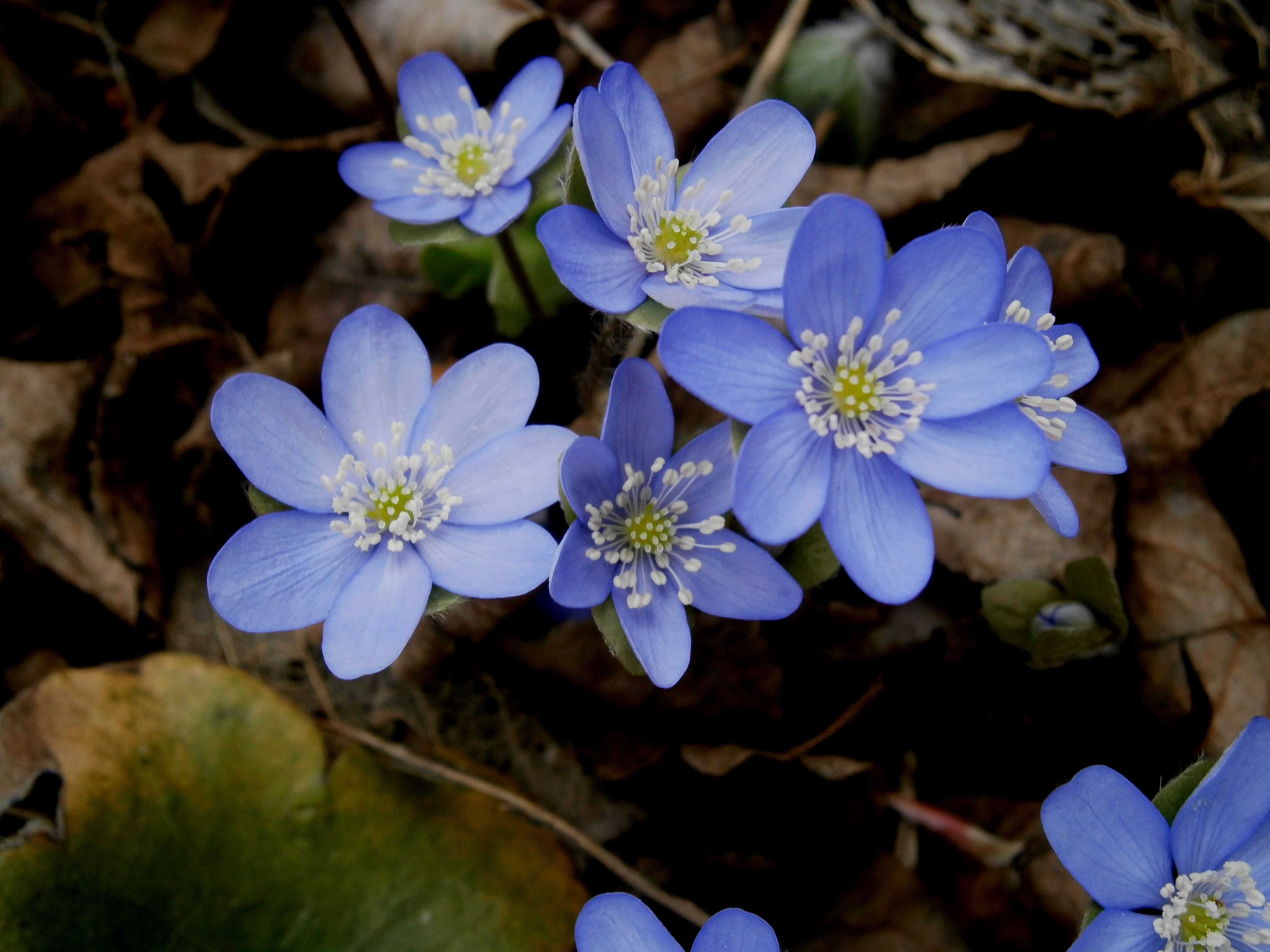
Hépatique.
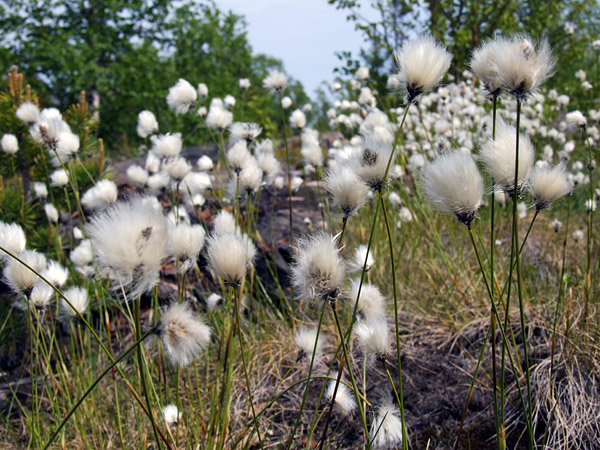
Linaigrette.

## Faune
Le grand gibier est abondant avec des colonies de cerfs, chevreuils, sangliers et très récemment de lynx.
Une vingtaine d'espèces d’insectes, douze d’oiseaux (pics, rapaces diurnes et nocturnes) et quelques de reptiles et amphibiens sont sur la liste rouge de l'UICN ou sur des listes régionales. La forêt d'Auberive accueille aussi une grande variété de chauves-souris protégées.

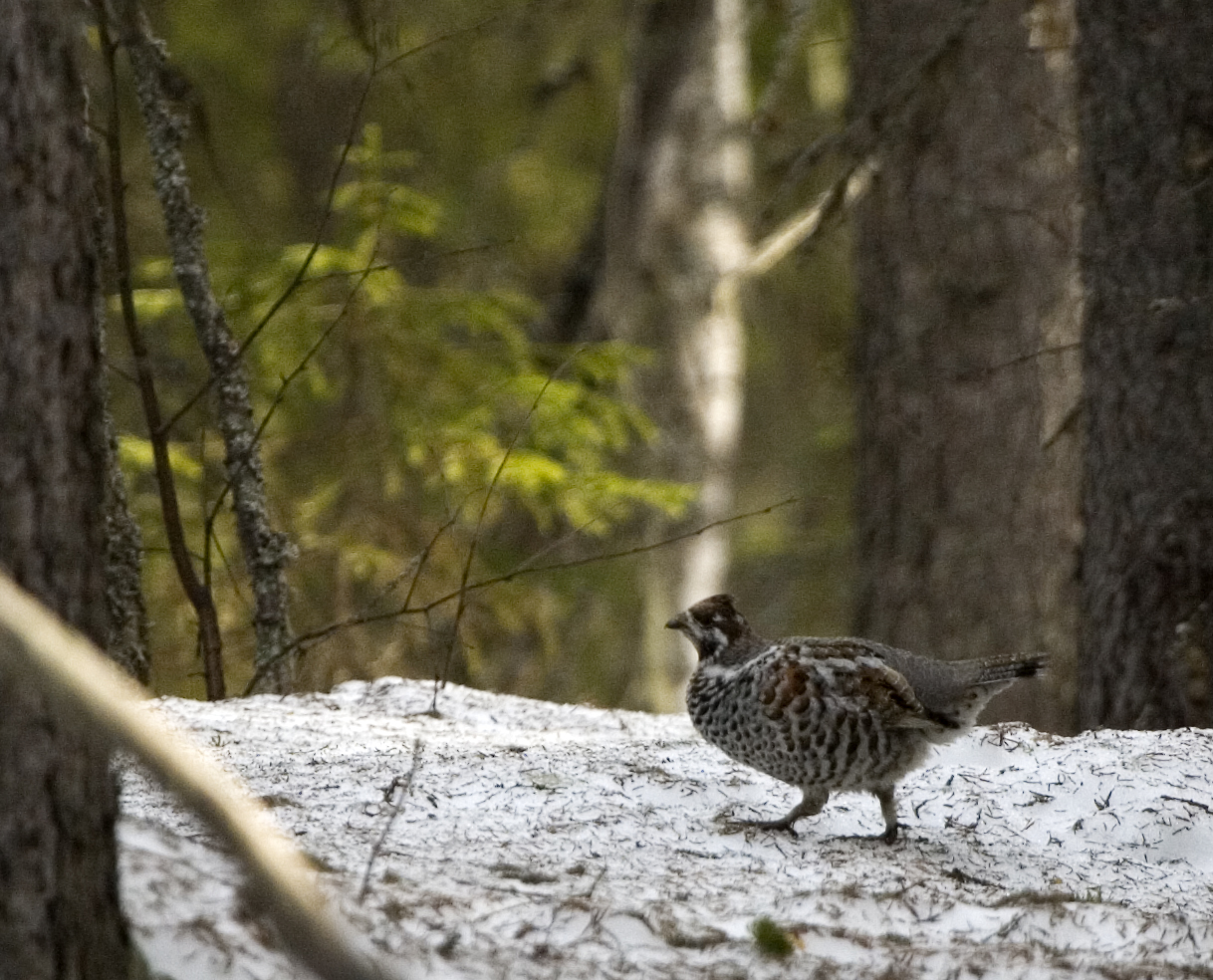
Gelinotte des bois.
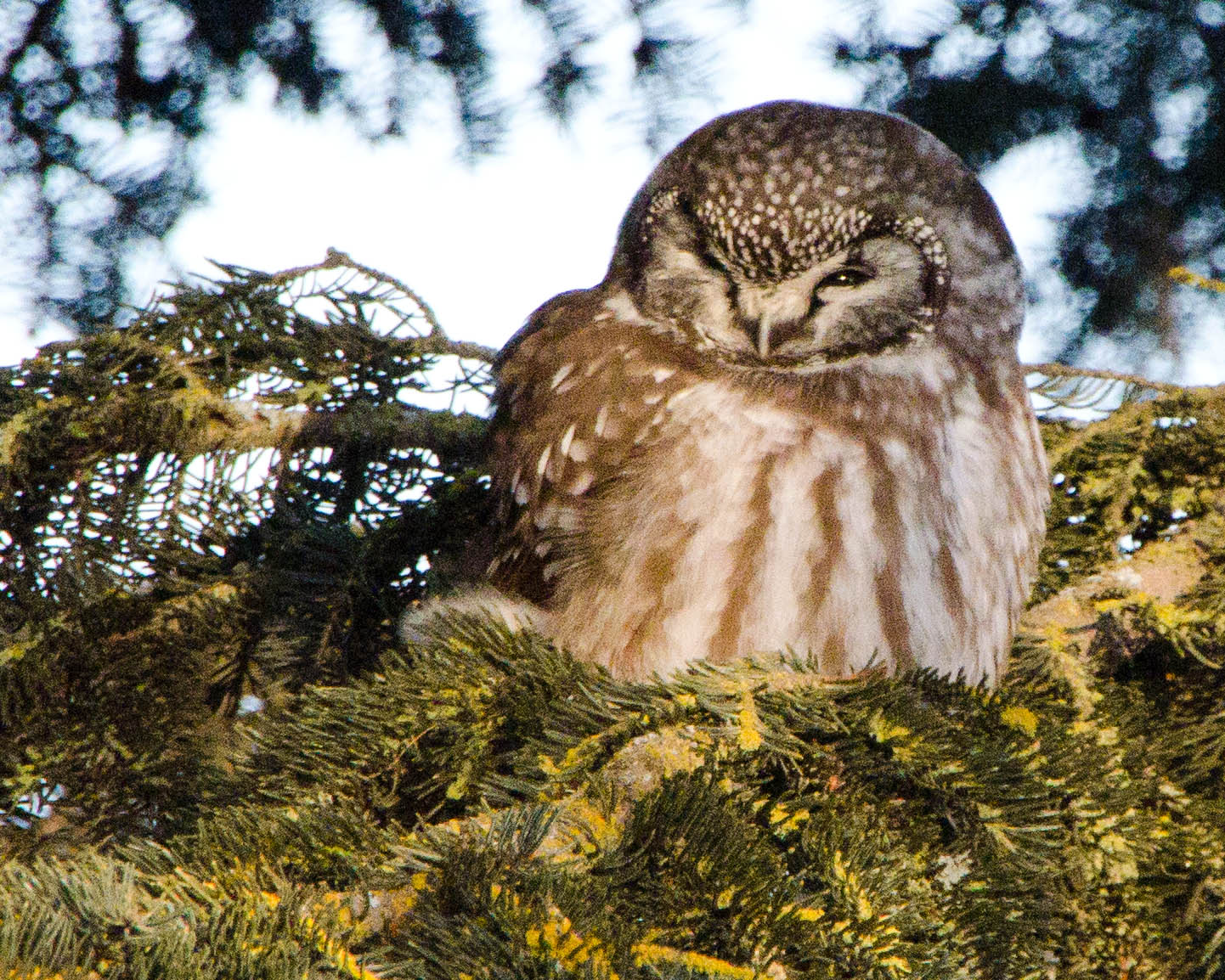
Chouette de Tengmalm.
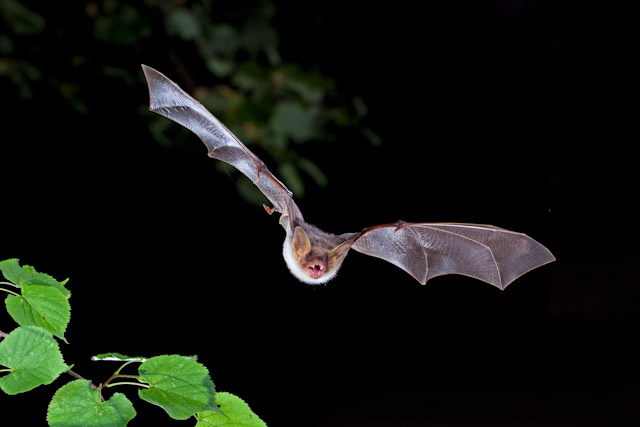
Grand murin.
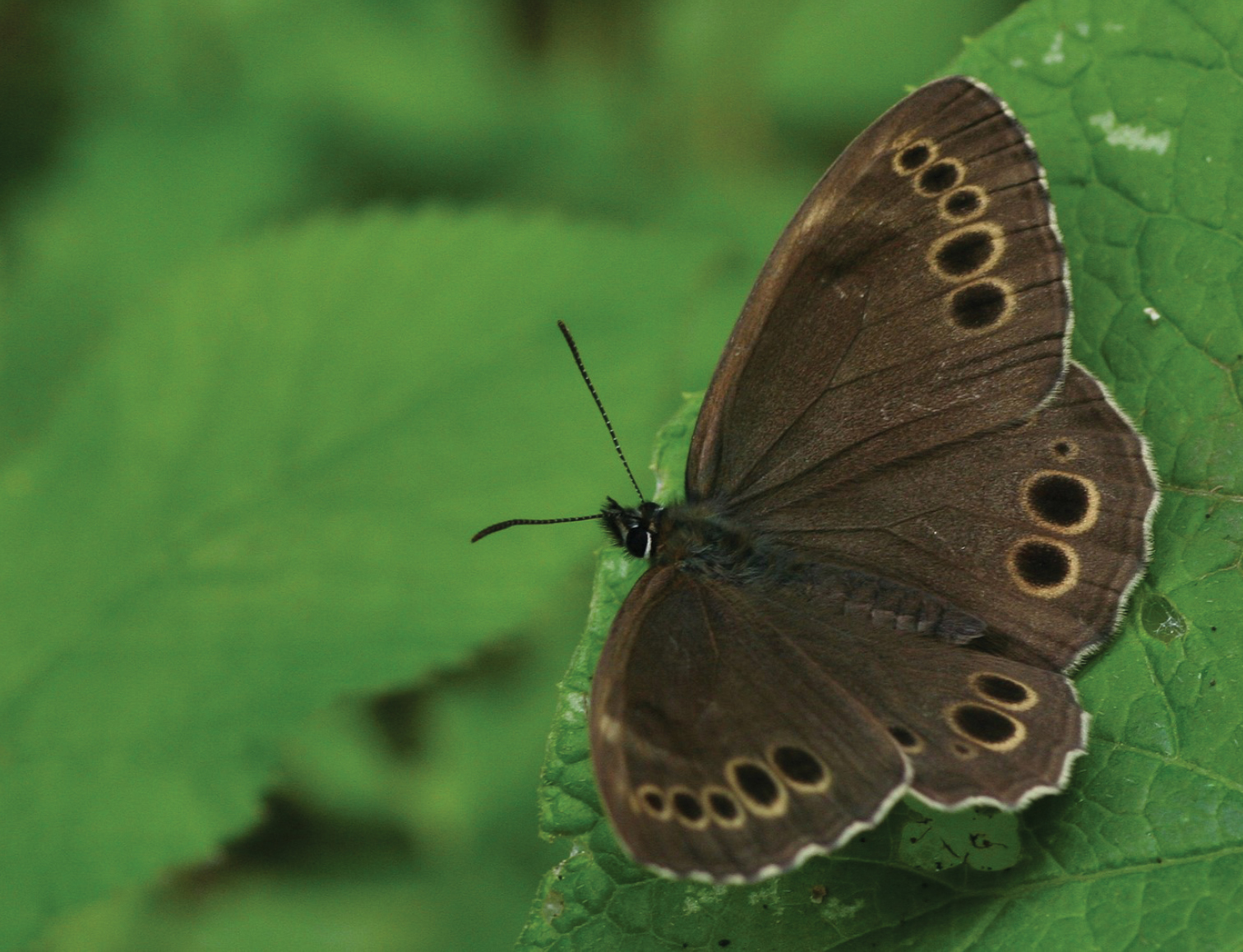
Bacchante.
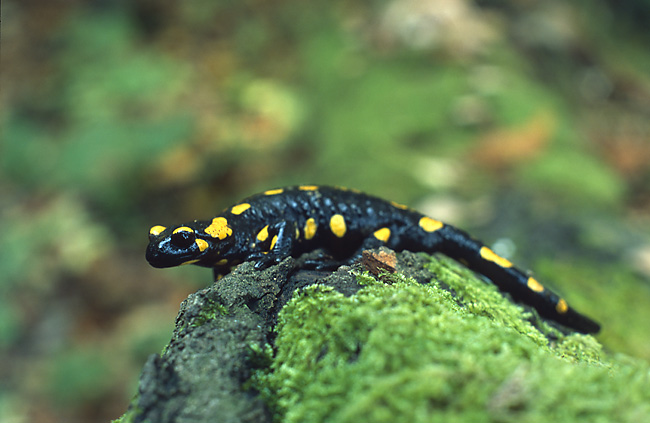
Salamandre tachetée.

## Statut
Les zones suivantes sont concernées par trois arrêtés de protection de biotope : le val Clavin et le vallon de l’Étang (peuplement de nivéole de printemps) en 1991 et le marais d'Amorey l'année suivante. Depuis 2004, les 232 hectares du bois des Ronces sur la commune de Vivey sont en réserve biologique intégrale.
À partir de 2018 la forêt d'Auberive a été incluse avec celles d'Arc-en-Barrois et de Châtillon-sur-Seine dans le parc national des Forêts de Champagne et Bourgogne.